# Alpernes hovedkam
Alpernes hovedkam er den bjergkæde som dannes af Alpernes højeste bjergtoppe og -rygge. Den danner en bueformet linje fra Cadibonapasset ved Savona i Liguria via den fransk–italienske grænse, Schweiz og Østrig til i nærheden af Wien. I store dele af dens forløb følger Alpernes hovedkam nationale grænser og vigtige vandskel.

## Hovedkammens hydrologi
Fra Witenwasserenstock (Gotthardmassivet) til Piz Lunghin (Albulagruppen) er Alpernes hovedkam sammenfallende med det europæiske hovedvandskel (Nordsøen–Middelhavet, dvs. her Rhône–Rhinen). Vest for denne del udgør hovedkammen stort set vandskellet mellem Middel- og Adriaterhavet (resp. Rhône og Po). I Østalperne fortsætter hovedkammen først som vandskel mellem Adriater- og Sortehavet (resp. Adige og Inn), så som vandskel mellem forskellige bifloder til Donau (bl.a. Salzach, Drau, Enns og Mur).
Der findes flere andre markante kamme i Alperne som møder hovedkammen og kan betragtes som forgreninger af denne:
- Bern-Alperne (op til 4.274 moh.) danner fortsættelsen af det europæiske hovedvandskel mod vest.
- Kammen Albula–Silvretta–Verwall (op til 3.418 moh.) danner fortsættelsen af det europæiske hovedvandskel mod nord.
- Kammen De karniske Alper–Karawanken (op til 2.780 moh.) udgør delvis en fortsættelse af vandskellet mellem Adriater- og Sortehavet.

## Hovedkammens nationale grænser
Alpernes hovedkam er i dag i store dele af sit forløb sammenfaldende med nationale grænser. Øst/syd for hovedkammen ligger hovedsagelig Italien. Vest/nord for hovedkammen ligger Frankrig, Schweiz og Østrig. Større og mindre undtagelser forekommer imidlertid mange steder, specielt i Schweiz (Ticino og Graubünden), som har store områder syd for hovedkammen. Til gengæld har Italien mindre områder nord for hovedkammen (bl.a. Livigno).
Det har ikke altid været sådan; Dagens situation er i en historisk sammenhæng nok så ung. Fra den tidlige middelalder til midten af 1800-tallet eksisterede der en række passtater, som kontrollerede sammenhængende territorier på begge sider af Alpernes hovedkam. De største af disse var Savoie, Det Schweiziske edsforbund, Graubünden og Tyrol. I disse stater var Alpernes hovedkam ikke noget skel, men tvært imod var transport over dens pas et vigtigt erhvervsgrundlag. Med undtagelse af Schweiz blev passtaterne ofret i de europæiske stormagters kamp om at oprette territorialstater. Disse var ikke interesseret i de kulturhistoriske enheder, men i formålstjenlige grænselinjer.

## Hovedkammens geologi
Alpernes hovedkam passerer (fra sydvest til nordøst) i Vestalperne gennem gnejszonen og centralmassiverne, og i Østalperne gennem Central-Alperne og de Nordlige kalkalper. Hovedkammen er dermed ikke kendetegnet ved nogle geologiske fællestræk, men må nærmere siges at være et kombineret resultat af tektoniske processer på den ene side og erosive tilfældigheder på den anden side.
Det findes også flere eksempler på bjergtoppe ved siden af Alpernes hovedkam som er højere end de nærmeste toppe i hovedkammen (Dauphiné-Alperne med bl.a. Barre des Écrins; Gran Paradiso og Gran Casse i De grajiske Alper; Ortlergruppa med bl.a. Ortler; Wildspitze i Ötztal-Alperne).

## Tabellarisk oversigt
Denne oversigt viser bjergkæderne som indgår i Alpernes hovedkam med et udvalg af vigtige toppe og pas.
| Bjergkæde              | Vigtige bjergtoppe i hovedkammen                                      | Vigtige bjergpas over hovedkammen                                  | (Del)statsgrænse   | vandskel             |
| ---------------------- | --------------------------------------------------------------------- | ------------------------------------------------------------------ | ------------------ | -------------------- |
| De liguriske Alper     | Punta Marguareis (2651)                                               | Tendapasset (1871)                                                 | Liguria–Piemonte   | Det liguriske hav–Po |
| De maritime Alper      | Mont Clapier (3045), Monte Argentera (3297), Mont Tenibre (3032)      | Lombardapasset (2350), Larchepasset (1996)                         | Frankrig–Italien   | Var–Po               |
| De cottiske Alper      | Monviso (3841), Punta Ramiere (3303), Mont Thabor (3178)              | Montgenèvrepasset (1854), Mont Cenis-passet (2083)                 | Frankrig–Italien   | Rhone–Po             |
| De grajiske Alper      | Pointe de Charbonnel (3760), Levanna (3619), Grande Sassière (3751)   | Lille St. Bernhard-pass (2188)                                     | Frankrig–Italien   | Rhone–Po             |
| Mont Blanc-massivet    | Mont Blanc (4811), Aiguille Verte (4122)                              | Store St. Bernhard-pass (2469)                                     | Frankrig–Italien   | Rhone–Po             |
| Wallis-Alperne         | Matterhorn (4478), Dufourspitze (4634)                                | Simplonpasset (2005)                                               | Schweiz–Italien    | Rhone–Po             |
| Leonegruppen           | Monte Leone (3552)                                                    | Nufenenpasset (2480)                                               | Schweiz–Italien    | Rhone–Po             |
| Gotthardmassivet       | Pizzo Rotondo (3.192)                                                 | St. Gotthard-passet (2.091), Lucmagnpasset (1914)                  | Uri–Ticino         | Rhinen–Po            |
| Adula-Alperne          | Rheinwaldhorn (3.402), Pizzo Tambò (3279)                             | San Bernardinopasset (2.065), Splügenpasset (2113)                 | Graubünden–Ticino  | Rhinen–Po            |
| Platta-Alperne         | Piz Platta (3.386)                                                    | Settimopasset (2.310)                                              | –                  | Rhinen–Po            |
| Albula-Alperne         | Piz Lunghin (2.780)                                                   | Malojapasset (1.815)                                               | (Graubünden)       | Inn–Po               |
| Bernina-Alperne        | Piz Bernina (4.049)                                                   | Berninapasset (2.328)                                              | Schweiz–Italien    | Inn–Po               |
| Livigno-Alperne        | Cima di Campo (3.302)                                                 | Foscagnopasset (2.291), Fuornpasset (2149)                         | (Lombardiet)       | Inn–Po               |
| Sesvenna               | Piz Sesvenna (3.205)                                                  | Reschenpasset (1.504)                                              | Schweiz–Italien    | Inn–Adige            |
| Ötztal-Alperne         | Weißkugel (3.738), Similaun (3.599), Hochwilde (3.480)                | Timmelspasset (2.474)                                              | Østrig–Italien     | Inn–Adige            |
| Stubai-Alperne         | Zuckerhütl (3.507), Wilder Freiger (3.419), Tribulaun (3.096)         | Brennerpasset (1.374)                                              | Østrig–Italien     | Inn–Adige            |
| Zillertal Alperne      | Olperer (3.479), Hochfeiler (3510), Großer Löffler (3376)             | Birnlücke (2.665)                                                  | Østrig–Italien     | Inn–Adige            |
| Hohe Tauern            | Dreiherrenspitze (3.499), Großvenediger (3.666), Großglockner (3.798) | Felber Tauern (2.481), Hochtor (2.576), Murtörl (2.260)            | (Østrig)           | Inn–Drau             |
| Niedere Tauern         | Weißeck (2.711), Hochgolling (2.862), Hochreichhart (2.416)           | Radstädter Tauern (1.738), Sölkpasset (1.788), Schoberpasset (849) | (Østrig)           | Enns–Mur             |
| Ennstal-Alperne        | Eisenerzer Reichenstein (2.165)                                       | Präbichlpasset (1.226)                                             | (Steiermark)       | Enns–Mur             |
| Hochschwab-Alperne     | Hochschwab (2.277)                                                    | Steirischer Seeberg (1.246)                                        | (Steiermark)       | Enns–Mur             |
| Mürzsteg-Alperne       | Hohe Veitsch (1.981)                                                  |                                                                    | (Steiermark)       | Enns–Mur             |
| Rax-Schneeberg-Alperne | Klosterwappen (2.076)                                                 |                                                                    | (Niederösterreich) | —                    |